# Gasirozi
Gasirozi är ett periodiskt vattendrag i Burundi.   Det ligger i provinsen Bururi, i den sydvästra delen av landet, 80 kilometer söder om huvudstaden Bujumbura.
Omgivningarna runt Gasirozi är en mosaik av jordbruksmark och naturlig växtlighet. Runt Gasirozi är det ganska tätbefolkat, med 222 invånare per kvadratkilometer.